# Унайзавр
Unaysaurus — викопний рід динозаврів, що належать до групи Sauropodomorpha, які жили в пізньому тріасі близько 225 млн років тому (карнійсько-норійський ярус) на півдні нинішньої Бразилії. Типовий вид — Unaysaurus tolentinoi.
Викопні рештки, голотип UFSM 11069, були знайдені в 1998 році на околицях міста Санта-Марія. Знахідка була зроблена Толентіно Марафігою випадково під час прогулянки (видову назву дано на його честь). Скам'янілості залягали в шарах формації Caturrita, що відноситься до (Карнійсько-норійських ярусів) і складаються з майже повного черепа та деяких фрагментів тулуба й кінцівок. У 2004 році вид був описаний в науковому журналі Zootaxa Олександром Кельнером. Назва роду походить від слова unay — «чорна вода» мовою тупі, посилаючись на регіон Agua Negra, на території якого було зроблено знахідку.
Unaysaurus був відносно невеликим травоїдним динозавром, в довжину досягав 2,5 м і важив 75 кг. Зовні нагадував прозавроподів — він пересувався на двох ногах (так само не виключено, що він міг спиратися і на 4 кінцівки) та мав довгу шию. У сучасних класифікаціях динозавра відносять до родини Plateosauridae, але чи є він дійсно членом групи Prosauropoda в даний час залишається неясним.